# Erica monadelpha
Erica monadelpha är en ljungväxtart som beskrevs av Gábor Gabriel Andreánszky. Erica monadelpha ingår i släktet klockljungssläktet, och familjen ljungväxter. Inga underarter finns listade i Catalogue of Life.